# Pachypodium windsorii
Pachypodium windsorii är en oleanderväxtart som beskrevs av Henri Louis Poisson. Pachypodium windsorii ingår i släktet Pachypodium och familjen oleanderväxter. Inga underarter finns listade i Catalogue of Life.